# 남성화
남성화(男性化, masculinization) 또는 웅성화(雄性化, virilization)란 생물학적으로 수컷이 암컷과 구분될 수 있게 만들어주는 과정이다. 남성화 과정은 대부분 안드로겐에 의해 발생한다. 

## 같이 보기
- 안드로겐